# Ameridion
Genre
Ameridion est un genre d'araignées aranéomorphes de la famille des Theridiidae.

## Distribution
Les espèces de ce genre se rencontrent au Mexique, en Amérique centrale, dans le Nord de l'Amérique du Sud et aux Antilles.

## Liste des espèces
Selon World Spider Catalog (version 16.0, 05/04/2015) :
- Ameridion armouri (Levi, 1959)
- Ameridion aspersum (F. O. Pickard-Cambridge, 1902)
- Ameridion atlixco (Levi, 1959)
- Ameridion bridgesi (Levi, 1959)
- Ameridion chilapa (Levi, 1959)
- Ameridion clemens (Levi, 1959)
- Ameridion cobanum (Levi, 1959)
- Ameridion colima (Levi, 1959)
- Ameridion lathropi (Levi, 1959)
- Ameridion malkini (Levi, 1959)
- Ameridion marvum (Levi, 1959)
- Ameridion moctezuma (Levi, 1959)
- Ameridion musawas (Levi, 1959)
- Ameridion paidiscum (Levi, 1959)
- Ameridion panum (Levi, 1959)
- Ameridion petrum (Levi, 1959)
- Ameridion plantatum (Levi, 1959)
- Ameridion progum (Levi, 1959)
- Ameridion quantum (Levi, 1959)
- Ameridion reservum (Levi, 1959)
- Ameridion rinconense (Levi, 1959)
- Ameridion ruinum (Levi, 1959)
- Ameridion schmidti (Levi, 1959)
- Ameridion signaculum (Levi, 1959)
- Ameridion signum (Levi, 1959)
- Ameridion tempum (Levi, 1959)
- Ameridion unanimum (Keyserling, 1891)

## Publication originale
- Wunderlich, 1995 : Revision und Neubeschreibung einiger Gattungen der Familie Theridiidae aus der Nearktis und Neotropis (Arachnida: Araneae). Beiträge zur Araneologie, vol. 4, p. 609-615.